# Chico Fininho
"Chico Fininho" é o primeiro single de Rui Veloso e da Banda Sonora. O single foi editado em  1980 através da Valentim de Carvalho.
A canção principal foi escrita por Carlos Tê. O lado B, "Saiu Para A Rua", é da autoria de Rui Veloso e Carlos Tê. Os dois temas faziam parte do álbum "Ar De Rock".
Este tema deu início ao movimento de renovação musical denominado "rock português", juntamente com "Cavalos de Corrida" dos UHF.

## Lista de faixas
O single é composto por duas faixas.
| Lado A |                 |                |         |  |
| N.º    | Título          | Compositor(es) | Duração |  |
| 1.     | "Chico Fininho" | Carlos Tê      |         |  |

| Lado B |                   |                        |         |  |
| N.º    | Título            | Compositor(es)         | Duração |  |
| 1.     | "Saiu Para A Rua" | Carlos Tê / Rui Veloso |         |  |

## Membros da banda
- Rui Veloso
- Ramon Galarza
- Zé Nabo